# Gmina Solčava
Solčava – gmina w Słowenii. W 2002 roku liczyła 548 mieszkańców.

## Miejscowości
Miejscowości wchodzące w skład gminy Solčava:
- Logarska Dolina,
- Podolševa,
- Robanov Kot,
- Solčava – siedziba gminy.